# Gornje Dvorišće
Gornje Dvorišće je naseljeno mjesto u Republici Hrvatskoj u Zagrebačkoj županiji. 

## Zemljopis
Administrativno je u sastavu općine Brckovljani. Naselje se proteže na površini od 0,66 km².

## Stanovništvo
Prema popisu stanovništva iz 2001. godine u Gornjem Dvorišću živi 335 stanovnika i to u 86 kućanstva. Gustoća naseljenosti iznosi 507,58 st./km².
| broj stanovnika | 45    | 105   | 132   | 90    | 146   | 99    | 109   | 76    | 71    | 74    | 64    | 128   | 60    | 163   | 335   | 66    | 61    |
|                 | 1857. | 1869. | 1880. | 1890. | 1900. | 1910. | 1921. | 1931. | 1948. | 1953. | 1961. | 1971. | 1981. | 1991. | 2001. | 2011. | 2021. |